# Сподня Яворшиця
Сподня Яворшиця (словен. Spodnja Javoršica) — поселення в общині Моравче, Осреднєсловенський регіон, Словенія. 
Висота над рівнем моря: 517 м.